# Fermín Caballero
Fermín Caballero y Morgáez o Morgay (Barajas de Melo, província de Conca, 7 de juliol de 1800 - Madrid, 17 de juny de 1876) fou un geògraf, periodista, escriptor, polític i orador espanyol.

## Biografia
Fill de pagesos acabalats. Va estudiar filosofia al Col·legi-Seminari Conciliar de Sant Julián de Conca, i després teologia a la Universitat de Saragossa. El 1820 abandona el seminari per dedicar-se a estudiar dret a Alcalá de Henares i Madrid. S'inicia a la capital d'Espanya en agricultura, botànica i geografia. El 1822 és nomenat professor interí de geografia i cronologia a la Universitat de Madrid. En aquells dies va casar amb Paula Heredero, de la que no va tenir fills. Emigra després de la reacció de 1823, per ser liberal. A l'any següent intervé com a advocat entre el marquès de Malpica i els pobles de les seves propietats. Després de la mort de Ferran VII va tornar a Madrid i va fundar el Boletín de Comercio, anomenat després El Eco del Comercio, periòdic liberal exaltat i del que va ser redactor principal. El 1834 publica Nomenclatura geográfica de España. Més endavant és membre de la Comissió de Divisió Territorial; comissionat per proposar un Pla de Cens de Població, i per a l'arranjament dels Cinc Gremis; adjunt de l'Ajuntament de Madrid; vocal de la Comissió d'Estadística General d'Espanya, i cap de Secció del Ministeri de la Governació. També serà Procurador a Corts per Conca i Madrid de l'Estatut Reial de 1834, diputat progressista i senador. No obstant això, a causa dels seus atacs contra el govern va sofrir noves persecucions, en part pel seu caràcter polemista i combatiu.

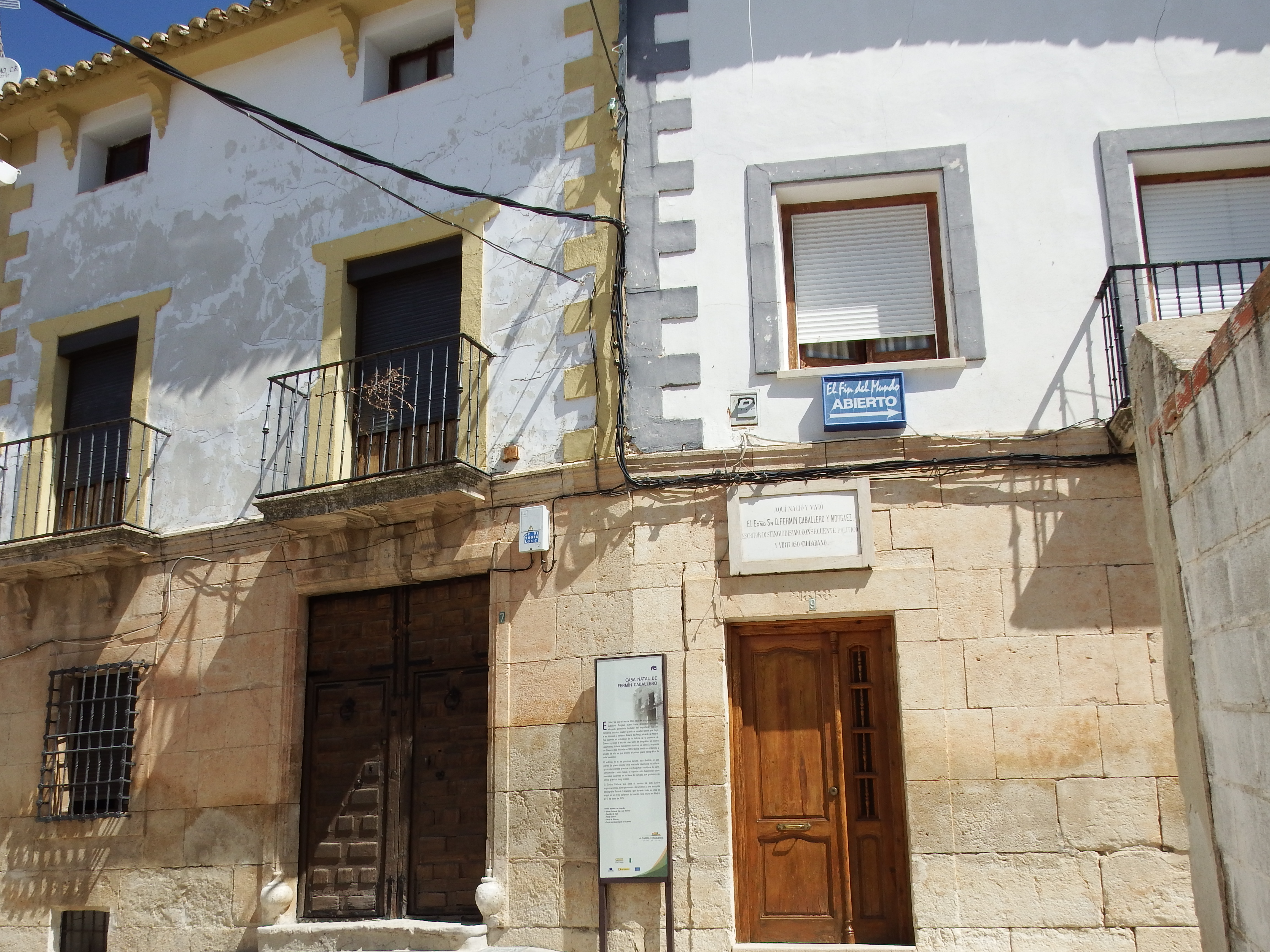
Casa natalicia de Fermín Caballero

En general, l'obra literària de Fermín Caballero ha estat elogiada per la propietat del seu llenguatge, el seu interès per la narració i l'actitud crítica que sempre la presideix. Altres obres seves que podríem destacar són: El sepulturero de los periódicos (1834), periòdic que va escriure amb el pseudònim d'Eduardo Foncillas i que imitava a La periodicomanía del Trienni Liberal. Més endavant va ser alcalde de Madrid, realitzant diversos projectes, entre els quals sobresurten el de la nova divisió de la capital i la realització d'un cens. També va aixecar un plànol topogràfic de la població, detallant tot l'observat en la seva obra Noticias topográficas estadísticas de Madrid. Seguidament, el 1843, va entrar en la coalició contra la regència d'Espartero, i publicaria Los españoles pintados por sí mismos, un volum col·lectiu de quadres de costums. Un any després va accedir al càrrec de ministre de la Governació, posat en el qual va elaborar un projecte de Museu Històric, un altre de llei electoral i una Memòria sobre els rams del seu Ministeri. Poc després, després de la caiguda del seu amic Joaquín María López López, les obres completes del qual va editar, abandonaria la política. El 1857, en atenció a aquest, publicaria Vida del Excm. Sr. D. Joaquín María López que precedeix als seus escrits. Finalment, tres mesos abans de la seva mort (ocorreguda a Madrid el 1876), Caballero havia estat nomenat president de la Societat Geogràfica de Madrid, recentment creada, i de la qual, per tant, seria el primer nomenat per a aquest càrrec.
En vida va ser catedràtic de Cronologia i Geografia de la Universitat Central, membre de la Comissió Mixta de divisió territorial i rectificació de límits provincials, President de l'Associació per a l'ensenyament popular, Diputat des de 1834 a 1842, Senador, Alcalde de Madrid i Ministre de la Governació en el Gabinet López-Caballero; havia fundat el Eco del Comercio, primer diari important de l'Espanya contemporània; deixava posada la seva signatura al peu de l'acta que com a Notari major del Regne va aixecar del solemne acte anunciador de la majoria d'Isabel II, i també de l'aprovació del projecte del primer ferrocarril i de l'ordre per a la formació del mapa d'Espanya.
Durant la Dècada Ominosa va escriure La Turquía, teatro de la guerra (1826); Mapa exacto de la guerra de Turquía (1828); Corrección fraterna al presbítero doctor don Sebastián Miñano, autor d'un Diccionario geográfico estadístico de España y Portugal (1828); La Turquía victoriosa (1829); Cuadro político de las cinco partes del mundo (1829); Añadurías a la corrección fraterna (1830); El dique contra el torrente (1830); La cordobada (1830); Noticias sobre Turquía (1830); Apuntamiento de historia (1831). Després de la mort de Ferran VII, Epítome y vocabulario de botánica (1834); Manual de lengua inglesa (1834); lnterrogatorio para la descripción de los pueblos (1834); Las máximas de agricultura para los labradores de Barajas (1836); Fisonomía de los procuradores a Cortes (1836); El Gobierno y las Cortes del Estatuto (1837); Fermín Caballero a sus detractores (1837); Voz de alerta a los españoles constitucionales 1839); Casamiento de doña María Cristina con don Fernando Muñoz (1840), i Manual de Geografía (1843).
El 1844 va publicar el seu Manual geográfico-administrativo de España, i el 1848 Sinopsis geográfica, o toda la Geografía en un cuadro. El 1855 morí la seva esposa i cinc anys més tard es casa en segones núpcies amb Felisa Asuero tenint com a hereu Felis Caballero. Per la seva gran labor va obtenir el premi de la Reial Acadèmia de Ciències Morals i Polítiques a l'autor de la millor Memoria sobre el fomento de la población rural (1863- 1864). Altres obres seves són: Reseña geográfica de España para la Exposición de París (1867); La imprenta en Cuenca (1869); Noticias del doctor Don Nicolás Herrero (1868); Pericia geográfica de Miguel de Cervantes Saavedra, demostrada en la historia de D. Quijote de la Mancha. En els darrers anys es dedicà a treballs bibliogràfics sobre la província de Conca, escrivint-ne una sèrie de biobibliografies en quatre volumes amb el títol general de Conquenses ilustres; el primer tom el consagrà a Lorenzo Hervás y Panduro i els altres a Melchor Cano, al jurista Alonso Díaz de Montalvo i els darrers als germans Alonso i Juan de Valdés.

## Obres
- La Turquía, teatro de la guerra (1826)
- Mapa exacto de la guerra de Turquía (1828)
- Corrección fraterna al presbítero doctor don Sebastián Miñano, autor d'un Diccionario geográfico estadístico de España y Portugal (1828)
- La Turquía victoriosa (1829)
- Cuadro político de las cinco partes del mundo (1829)
- Añadurías a la corrección fraterna (1830)
- El dique contra el torrente (1830)
- La cordobada (1830)
- Noticias sobre Turquía (1830)
- Apuntamiento de historia (1831)
- Nomenclatura Geográfica de España. Análisis gramatical y filosófico de los nombres de pueblos y lugares de la península, con aplicación a la topografía y la historia, Madrid, Imprenta de D. Eusebio Aguado, 1834.
- Epítome y vocabulario de botánica (1834)
- Manual de lengua inglesa (1834)
- lnterrogatorio para la descripción de los pueblos (1834)
- Las máximas de agricultura para los labradores de Barajas (1836)
- Fisonomía de los procuradores a Cortes (1836)
- El Gobierno y las Cortes del Estatuto (1837)
- Fermín Caballero a sus detractores (1837)
- Voz de alerta a los españoles constitucionales 1839)
- Casamiento de doña María Cristina con don Fernando Muñoz (1840)
- Manual de Geografía (1843).
- Manual geográfico-administrativo de la monarquía española Madrid: Imp. Antonio Yenes, 1844.
- Sinopsis geográfica, o toda la Geografía en un cuadro, 1848.
- Fomento de la población rural Madrid: Imprenta Nacional, 1864. 2.ª ed. Memoria premiada por la Academia de Ciencias morales y politicas, en el concurso de 1863. Segunda edicion adicionada, Madrid, Imprenta y Librería de D. E. Aguado, 1863 (¿?). Traduïda al portuguès el 1872. Hi ha edició moderna: Barcelona, El Albir, 1980.
- Reseña geográfica de España para la Exposición de París (1867)
- La imprenta en Cuenca. Datos para la historia del Arte Tipográfico en España. Cuenca, Imp. de El Eco, 1869.
- Noticias del doctor Don Nicolás Herrero (1868)
- Pericia geográfica de Miguel de Cervantes Saavedra, demostrada en la historia de D. Quijote de la Mancha Madrid: Imprenta de Yenes, 1840.
- Conquenses ilustres (Abate Hervás, Melchor Cano, Doctor Montalvo, Alonso y Juan de Valdés). Madrid: Colegio Nacional de Sordo Mudos y Ciegos, I, Noticias biográficas y bibliográficas del Abate d. Lorenzo Hervás y Panduro: 1868; II, Vida del Illmo. Melchor Cano: 1871; III, Doctor Montalvo: 1873; IV, Alonso y Juan de Valdés: 1875 (4 vols.).
- Vida de don Joaquín María López
- Páginas costumbristas (1976)